# Crazy Ken Band
Crazy Ken Band (クレイジーケンバンド) é um grupo musical japonês formado em 1997. A HMV Japan classificou-os em #98 no seu "Top 100 Artistas pop Japoneses".

## Carreira
Crazy Ken Band formou-se em 1997. O álbum de estreia "Punch! Punch! Punch!" foi lançado em 1998. O Single "GT" foi lançado em 2002. Foi conotado como sendo um música pop "fresca" e com estilo, dando-lhes um novo reconhecimento e estatuto. Em 2005, a série de TV Tiger & Dragon foi criada, usando a música de 2002 dos Crazy Ken Band "Tiger & Dragon". Esta música alcançou o 1.º lugar no iTunes do Japão.

## Membros
- Yokoyama Ken
- Onose Masao
- Shinguu Toraji
- Nakanishi Keiichi
- Horaguchi Shinya
- Hiroishi Keiichi
- Takahashi Toshimitsu
- Sugawara Aiko
- Smokey Tetsuni
- Kawai Wakaba
- Sawano Hironori
- Date Ken

## Discografia

### Álbuns de esúdio
- Punch! Punch! Punch! (Junho 25 1998)
- goldfish bowl (Maio 10 1999)
- Shock Therapy (ショック療法, Shokku Ryōhō) (Junho 10 2000)
- Gran Turismo (Agosto 7 2002)
- 777 (Junho 25 2003)
- Brown Metallic (Junho 23 2004)
- Soul Punch  (Julho 6 2005)
- GALAXY (Setembro 20 2006)
- SOUL電波 (Denpa "Radio Wave") (Agosto 8 2007)
- ZERO (2008)

### Álbuns em vinil
- Yokowakehansamuwārudo (ヨコワケハンサムワールド) (1999)
- THE PLAYBOY'S MANUAL (2000)
- MilkyWay GALAXY (2006)

### Álbuns virtuais
- iTunes Originals – Crazy Ken Band (Exlusivo no Japão) (2005)

### Álbuns ao vivo
- Grave 246 the Night of the Night Owls (青山246深夜族の夜, Seizan 246 Shinyazoku no Yoru) (Dezembro 10 2000)

### Compilações
- OLDIES BUT GOODIES (Março 3 2004)

### Singles
- "Nikutai Kankei" (肉体関係, Carnal Relations) (Junho 25 2001)
- "Seputenbah" (せぷてんばぁ) (Setembro 10 2001)
- "Mappira Rokku" (まっぴらロック) (Maio 22 2002)
- "GT" (Julho 10 2002)
- "Kurisumasu Nande Daikirai!! Nanchatte" (クリスマスなんて大嫌い!! なんちゃって) (Dezembro 4 2002)
- "Amai Hibi"/"A, Yaru to Kya Yara na Kya Dame Nanoyo." (甘い日々／あ、やるときゃやらなきゃダメなのよ。) (Fevereiro 19 2003)
- "Abuku" (あぶく, Easy) (Dezembro 1 2004)
- "Tiger & Dragon" (タイガー＆ドラゴン, Taigā to doragon) (Abril 27 2005)
- "thirtyseven degrees" (Agosto 20 2005)
- "Meri Meri (I Wanna Marry Marry You)" (メリメリ ~I Wanna Marry Marry You~) (Julho 26 2006)
- "Tenyawanya Desu Yo" (てんやわんやですよ, Hectic!!!) (Fevereiro 21 2007)
- erro em {{japonês}}: Texto em japonês ou romaji necessário (ajuda) (Agosto 2009)